# Arrondissement Rennes
Arrondissement Rennes je správní územní jednotka ležící v departmentu Ille-et-Vilaine v regionu Bretaň ve Francii. Člení se dále na 25 kantonů a 130 obcí.

## Kantony
| - Bécherel - Betton - Bruz - Cesson-Sévigné - Châteaugiron - Hédé - Janzé - Liffré - Montauban-de-Bretagne - Montfort-sur-Meu - Mordelles - Plélan-le-Grand - Rennes-Brequigny | - Rennes-Centre - Rennes-Centre-Ouest - Rennes-Centre-Sud - Rennes-Est - Rennes-le-Blosne - Rennes-Nord - Rennes-Nord-Est - Rennes-Nord-Ouest - Rennes-Sud-Est - Rennes-Sud-Ouest - Saint-Aubin-d'Aubigné - Saint-Méen-le-Grand |